# Wadi al-Hitan

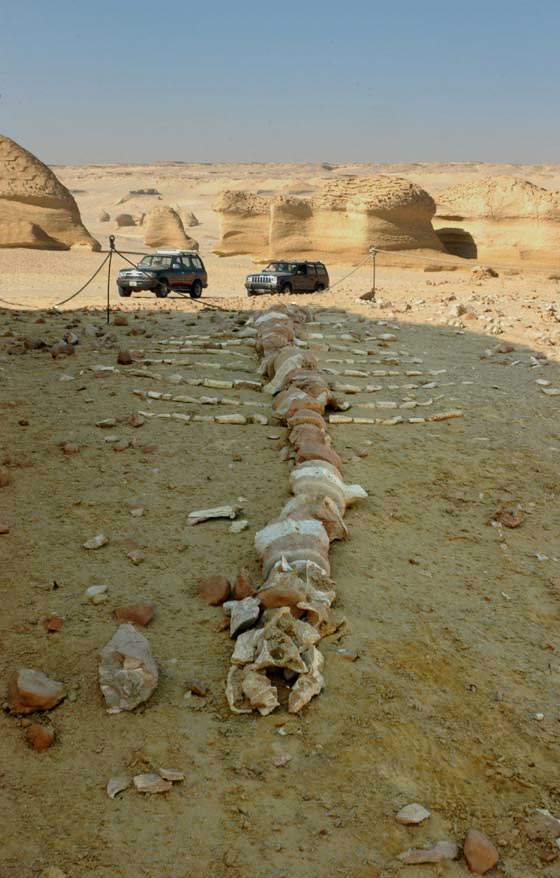
Walskelett im Wadi al-Hitan

Das Wadi al-Hitan (arabisch وادي الحيتان Wādī al-Hītān, DMG Wādī al-Ḥītān ‚Tal der Wale‘) ist ein Trockental (Wadi) im Gouvernement al-Fayyum im Norden Ägyptens. Es gehört seit 2005 zum UNESCO-Weltnaturerbe.
Das „Tal der Wale“ gehört zum Naturschutzgebiet Wadi el-Rayan, welches seit 1989 besteht. Das geschützte Gebiet umfasst 1.759 km² und schließt sich westlich an die Oase Fayyum (südwestlich der Hauptstadt Kairo) an. Hier finden sich zahlreiche fossile Überreste von Archaeoceti, einer frühen, ausgestorbenen Unterordnung der Wale. Das Tal wurde für Autos gesperrt, da zu viele wertvolle fossile Funde überfahren und zerstört wurden.

## Geologie
Vor rund 40 Millionen Jahren befand sich hier während des Eozäns rund zwei Millionen Jahre lang der Tethys-Ozean. Dann hoben tektonische Kräfte das Gelände an und das Meer wurde zurückgedrängt. Die Überreste der Meeresbewohner wurden in Sedimenten eingebettet.
Heute kann man in dem acht Quadratkilometer großen Gelände die versteinerten Skelette von primitiven Walen, Haizähne, Muscheln und Korallen sowie weitere Spuren vergangenen marinen Lebens entdecken. 2017 wurde der Fund des Kreuzwelses Qarmoutus hitanensis veröffentlicht. Auch versteinerte Mangrovenwurzeln aus jener Epoche sind zu finden. Diese Funde erlauben eine Rekonstruktion der Paläoökologie, also der Lebensverhältnisse dieser Zeit.

Walskelett im Wadi al-Hitan

Von besonderem Interesse sind die Walskelette – insgesamt 250 Exemplare wurden bisher entdeckt. Es handelt sich um Überreste der Gattungen Basilosaurus („Königsechse“) und Dorudon atrox. Die ersten Knochen von Basilosaurus wurden 1830 in den USA gefunden und fälschlich für die Reste eines Reptils gehalten. Der englische Anatom Richard Owen erkannte jedoch, dass es sich um ein Säugetier handelte und schlug eine Umbenennung in Zeuglodon („Jochzahn“) vor. 
Doch nach dem Prioritätsprinzip gilt der ältere Name, wenn auch „Zeuglodon“ ein häufig verwendetes Synonym blieb. Das Wadi al-Hitan wird deswegen auch „Wadi Zeuglodon“ genannt.
Die Fossilien haben noch Reste der Hinterbeine, aber schon die an das Wasserleben angepasste Stromlinienform. 
Im Jahr 2023 berichteten Antar et al. über den Fund eines sehr kleinen Basilosauriden mit der Bezeichnung Tutcetus rayanensis, benannt nach dem Pharao Tut-anch-Amun und dem nahe gelegenen Wadi al-Rayan.
Anhand dieser Fossilien lässt sich die Abstammung der Wale von auf dem Land lebenden Säugetieren nachweisen. 
Rund ein Dutzend der besten Fundorte von Wal-Wirbelsäulen sind links und rechts neben dem markierten Weg durch Seile markiert und gesichert. 
Weitere Knochen liegen unter Erd- oder Schutthügeln begraben, weshalb man weder auf diese Anhäufungen klettern noch über sie hinweg fahren sollte.

## Diplomatische Affäre
Im August 2007 warfen ägyptische Behörden belgischen Diplomaten vor, mit ihrem Geländewagen eines der Skelette beschädigt zu haben. Schadensersatzforderungen im sechsstelligen Bereich stehen im Raum.